# أنسنة

يشير مصطلح الأنسنة، يطلق عليه أيضًا أن تكون إنسانًا، إلى عملية التحول إلى الإنسان، ويستخدم هذا المصطلح في سياقات مختلفة نسبيًا في مجالات علم الأحياء القديمة وعلم دراسة مستحاثات أسلاف البشر وعلم الآثار والفلسفة والإلهيات.

## علم الأحياء القديمة
أصبح علماء الأحياء القديمة يميلون إلى اعتبار البحث عن نقطة دقيقة للأنسنة مسألة غير ذات صلة، حيث يرون أن العملية تدريجية. البشر المعاصرون تشريحيًا (AMH أو AMHS) تطوروا في إطار جنس الإنسان العاقل منذ ما يقرب من 200 ألف سنة.
أو تكوينات الإنسان الاجتماعي حسب الماركسية، الدور الذي يلعبه العمل الاجتماعي في تطور الإنسان من القردة. ولقد حاول مفكرون عدة أن يفسروا عملية الأنسنة - من العصور الكلاسيكية ووصولاً إلى هوبر وروسو حتى هيجل. فغالبًا ما تبحث الدراسة المعاصرة للأنسنة في علم الآثار عن علامات تميز العادات البشرية منذ أشكال ما قبل الإنسان: مثل استخدام المرفقات الجنائزية.

## الفلسفة والإلهيات
يشير مصطلح الأنسنة في الفلسفة القديمة إلى عملية نفخ الروح في الجنين البشري. وعندما يقال أن الروح تدخل الجنين في وقت ما بعد التلقيح، فهذا ما يطلق عليه أحيانًا «الأنسنة المتأخرة»، مثلما هو الحال في فكر أرسطو حيث يرى إن نفخ الروح يحدث بعد أربعين يومًا من التلقيح.
في سياق التطور الإيماني، يشير مصطلح الأنسنة إلى النظرية التي تقول بوجود نقطة ما اكتسبت عندها حيوانات القردة العليا الروح أثناء عملية التطور ومن ثم أصبحت (مع أحفادها) إنسانًا كاملاً بحسب اللاهوت. وقد تقتصر هذه المجموعة على آدم وحواء أو حتى حوا الميتوكوندرية، رغم أن هناك أشكالاً من هذه النظرية تسمح بوجود أعداد أكبر. وينبغي أن تكون النقطة التي حدث عندها هذا أساسًا هي نفسها في علم دراسة مستحاثات أسلاف البشر وعلم الآثار، لكن مناقشة علم الإلهيات للمسألة تميل للتركيز على الجانب النظري. ويشير مصطلح «التحولية الخاصة» إلى النظريات التي تقول بوجود تدخل إلهي من نوع ما هو الذي حقق عملية الأنسنة.
تمثل آلية حدوث الأنسنة ووسائل تحقيقها مشكلةً أساسيةً في الفكر التطوري التوحيدي، على الأقل في الأديان الإبراهيمية، التي من تعاليمها الجوهرية الإيمان بأن الحيوانات لا روح لها ولكن الإنسان يمتلك الروح. قد لا تكون التفسيرات العلمية لـ أصل الكون وأصل الحياة وما تلاهما من تطور لأشكال الحياة قبل الإنسان سببًا في أي تعقيد (في ظل نفور العلم نفسه من تفسير أي شيء عما سبق الانفجار العظيم)، ولكن الحاجة إلى إحداث توافق بين الآراء الدينية والعلمية حول الأنسنة وتفسير نفخ الروح في الإنسان يظل يمثل مشكلة. لقد حاول العديد من علماء اللاهوت في القرن التاسع عشر أن يجدوا حلولاً خاصة، وكان من بينهم الكاثوليكي جون أوجستين زام وسانت جورج جاكسون ميفارت، ولكن كانت تتم مهاجمتهم من المعسكر الإلهي ومعسكر علم الأحياء، ويميل الاتجاه الفكري في القرن العشرين إلى تجنب اقتراح آليات دقيقة لهذه العملية.

## الأدب
يستخدم هذا المصطلح لوصف الميل إلى إلصاق سمات الإنسان إلى كائنات أخرى غير الإنسان. مثل «قلق الوداع عند الكلاب» إلخ.